# Sedlejovický tunel
Sedlejovický tunel se nachází na železniční trati 030 Pardubice – Jaroměř – Liberec v úseku Hodkovice nad Mohelkou – Sychrov v km 133,303, v katastrálním území Radostín u Sychrova, poblíž vesnice Sedlejovice.

## Výstavba
V roce 1859 byl zprovozněn úsek Turnov – Liberec na trati 030 Pardubice – Liberec. Součásti trati bylo několik tunelů z nichž nejdelší byl Sychrovský s délkou 639 metrů a nejkratší Sedlejovický s délkou 77 metrů, který překonával strmý skalní hřbet. Sedlejovický tunel se nachází v km 133,256 – 133,342 mezi železniční stanicí Sychrov a zastávkou Sedlejovice. Byl vyražen v opukové skále s maximálním nadložím 36 metrů. Tunel byl vyzděn, jeho nosnou konstrukcí tvořilo šest nosných pásů, které nebyly vyzděny současně. Na portály tunelů byl použitý pískovec. U turnovského stupňovitě ukončeného portálu to byly masivní kvádry a řádkové pískovcové zdivo, na vrchní část byla osazena krycí kamenná deska. Portálová stěna je vysoká 10 metrů. Liberecký portál opatřený kvádrovým věncem je vsazen do skalního masívu. Portálová stěna dosahuje výšky v rozmezí 13,8 až 18,2 metry. V roce 1894 byly vyzděny zbývající dva tunelové pásy, na místo kamenného zdiva byly použity pálené cihly (zvonivky) a ve vrcholu klenby byly usazeny pískovcové klenáky.
V rámci rekonstrukce a revitalizace tratě v roce 2015 Sedlejovický tunel prošel rozsáhlou rekonstrukcí. Investorem bylo SŽDC s.o., projektová příprava a průzkum provedla firma AMBERG Engineering Brno, a.s., realizaci stavby provedla firma MINOVA Bohemia s.r.o.
Při opravě tunelu bylo provedeno:
- výměna zvětralého kamenného zdiva u tří opěr (TP1, TP4 a TP6),
- zajištění a začištění skalních zářezů včetně zajištění statiky obou portálů,
- sanační a konzervační opatření chránící konstrukci před vlivy běžného provozu a počasí.

Jednou ze zajímavostí rekonstrukce bylo použití slámy jako drenážního materiálu.